# Kawanishi E5K
Il Kawanishi E5K (?) fu un idroricognitore a scarponi, monomotore, monoplano ad ala di gabbiano sviluppato dall'azienda aeronautica giapponese Kawanishi Kōkūki KK nei primi anni trenta.
Estrema evoluzione dello Yokosuka E1Y, venne impiegato dalla Dai-Nippon Teikoku Kaigun Kōkū Hombu, la componente aerea della Marina imperiale giapponese nel periodo interbellico, presto sostituito da modelli di concezione più recente.

## Storia del progetto
La marina imperiale giapponese, nell'ambito di un ammodernamento come conseguenza delle restrizioni dettate dal trattato navale di Washington, aveva cominciato ad avvicinarsi all'arma aerea equipaggiando le proprie unità con idrovolanti da ricognizione dalla metà degli anni venti, prima con lo Yokosuka E1Y e successivamente con il Nakajima E2N. La costante evoluzione tecnologica dell'aviazione del periodo però rese velocemente superate le prestazioni offerte dai due modelli, cosa che rese necessaria, prima della fine del decennio, l'emissione di una specifica per la fornitura di nuovi velivoli che potessero ricoprire quel ruolo.
A tale scopo l'ufficio di progettazione Kūgishō, il Primo arsenale tecnico aeronavale di Yokosuka avviò un programma di sviluppo dell'E1Y, o idrovolante da ricognizione Tipo 14, realizzando tre prototipi che, pur mantenendo un aspetto simile, differivano sostanzialmente dal progetto originale. La nuova variante, in seguito indicata come Tipo 14-2 Kai-1, adottava la tecnica di costruzione mista introducendo una fusoliera con struttura in tubi d'acciaio saldati invece che lignea, un'ala completamente ridisegnata ed un nuovo propulsore, passando dal Lorraine raffreddato a liquido ad un più affidabile motore radiale raffreddato ad aria, il Bristol Jupiter.
Sottoposto alla valutazione di una commissione della Marina imperiale, il progetto fu ritenuto meritevole di attenzione ed approvato, bisognoso tuttavia di alcune ulteriori modifiche. Il programma di sviluppo fu assegnato alla Kawanishi la quale realizzò due esemplari di preproduzione, indicati dall'azienda come "Tipo G", nel 1931, i quali, nuovamente sottoposti a prove di valutazione, furono ritenuti idonei alla produzione in serie ed indicati ufficialmente, in ottemperanza alle convenzioni di designazione allora vigenti, idrovolante da ricognizione per la marina Tipo 90-3, secondo la "convenzione lunga", ed EY5-1 secondo quella "corta".
Negli esemplari di produzione furono tuttavia introdotte una serie di nuove modifiche di concezione interamente frutto dell'ufficio tecnico della Kawanishi, tra le quali la più evidente fu la sostituzione, in alcuni, del motore radiale Jupiter raffreddato ad aria ritornando alla originaria soluzione di propulsore raffreddato a liquido, un Hiro Type 91 12 cilindri a W da 500 hp, tanto da ricevere la nuova designazione EK5-1. La produzione del modello si concluse nel 1932 dopo 17 esemplari realizzati.

## Utilizzatori
Giappone
- Dai-Nippon Teikoku Kaigun Kōkū Hombu